# Boueilh-Boueilho-Lasque
Boueilh-Boueilho-Lasque är en kommun i departementet Pyrénées-Atlantiques i regionen Nouvelle-Aquitaine i sydvästra Frankrike. Kommunen ligger i kantonen Garlin som tillhör arrondissementet Pau. År 2022 hade Boueilh-Boueilho-Lasque 391 invånare.

## Befolkningsutveckling
Antalet invånare i kommunen Boueilh-Boueilho-Lasque
| Referens: INSEE |